# Xyris vestita
Xyris vestita är en gräsväxtart som beskrevs av Gustaf Oskar Andersson Malme. Xyris vestita ingår i släktet Xyris och familjen Xyridaceae. Inga underarter finns listade i Catalogue of Life.